# Dog whistle
L’expression dog whistle (littéralement, « sifflet ou coup de sifflet à chien ») désigne, dans les pays anglophones, des propos politiques qui semblent anodins au grand public mais adressent un message spécifique à un groupe ciblé pour en obtenir le soutien sans provoquer d'opposition par ailleurs. Ce procédé  s'emploie généralement pour des sujets propres à susciter la controverse. Le concept tire son nom de l'utilisation de sifflets à ultrasons pour chiens (ultrasonic dog whistle), qui sont audibles pour ces animaux mais ne le sont pas pour les humains. Les termes français dilogie et sous-discours ont été proposés comme équivalents par l'Office québécois de la langue française.

## Origine
Selon William Safire, l'expression dog whistle en référence à la politique pourrait provenir de son utilisation dans le domaine des sondages d'opinion. Safire cite Richard Morin, directeur des sondages pour le Washington Post, écrivant en 1988, « des changements subtils dans la formulation des questions produisent parfois des résultats remarquablement différents… Les chercheurs appellent cela « l'effet dog whistle » : les personnes sondées entendent quelque chose dans la question que les chercheurs n'entendent pas ». Il spécule que les militants faisant campagne ont emprunté l'expression aux sondeurs politiques.

## Description
Dans son livre de 2006, Voting for Jesus: Christianity and Politics in Australia, l'universitaire Amanda Lohrey (en) écrit que le but du dog whistle est d'attirer le plus grand nombre possible d'électeurs tout en s'en aliénant le plus petit nombre possible. Elle prend comme exemple des politiciens choisissant des mots largement attrayants tels que « valeurs familiales », qui ont une résonance supplémentaire pour les chrétiens, tout en évitant une moralisation chrétienne manifeste qui pourrait décourager les électeurs non chrétiens.
Autre exemple, l'expression « banquiers internationaux » qui est parfois utilisée dans certains discours pour suggérer, de manière implicite, une connivence avec des groupes sensibles aux thèses antisémites, tout en restant ambiguë aux yeux d'un public plus large.

### Australie
Le terme est repris pour la première fois dans la politique australienne au milieu des années 1990 et est fréquemment appliqué à la campagne politique de John Howard. Tout au long de ses onze années en tant que Premier ministre australien et en particulier au cours de son quatrième mandat, Howard est accusé d'avoir communiqué des messages attrayants pour les électeurs australiens anxieux en utilisant des mots de code tels que « non australien », « grand public » et « illégaux »,.
Un exemple notable est le message du gouvernement Howard sur les arrivées de réfugiés. La position dure de son gouvernement sur l'immigration est populaire auprès des électeurs, mais il est accusé d'utiliser la question pour envoyer en outre des messages voilés de soutien aux électeurs à tendance raciste, tout en maintenant un déni plausible en évitant un langage ouvertement raciste. Un autre exemple est la publicité du test de citoyenneté australienne en 2007. Il est avancé qu'il peut sembler raisonnable à première vue, mais qu'il vise en fait à plaire à ceux qui s'opposent à l'immigration en provenance de régions géographiques particulières.

### Canada
Lors des élections fédérales canadiennes de 2015, le parti conservateur dirigé par le premier ministre sortant Stephen Harper est accusé d'avoir employé des mots « codés » dans un débat pour s'adresser aux partisans de base de son parti. Au milieu de la campagne électorale, le Parti conservateur a embauché le stratège politique australien Lynton Crosby (en) comme conseiller politique lorsqu'il est tombé à la troisième place dans les sondages derrière le Parti libéral et le Nouveau Parti démocratique. Au cours d'un débat électoral télévisé, Stephen Harper, tout en discutant de la décision controversée du gouvernement de retirer à certains immigrés et demandeurs d'asile l'accès au système de soins de santé du Canada, fait référence aux « Canadiens de souche » comme étant favorables à la position du gouvernement. Les chefs de l'opposition, dont l'ancienne députée libérale du Québec Marlene Jennings, qualifient ses propos de racistes et de diviseurs, car ils sont utilisés pour exclure les Canadiens d'origine étrangère.

### Royaume-Uni
Lynton Crosby (en), qui avait auparavant dirigé les quatre campagnes électorales de John Howard en Australie, a travaillé comme conseiller du Parti conservateur lors des élections générales britanniques de 2005, et le terme a été introduit dans le débat politique britannique à cette époque. Dans ce que Goodin (en) appelle « le cas classique » de dog whistle politics[réf. nécessaire], Crosby crée une campagne pour les conservateurs avec le slogan « Êtes-vous en train de penser à ce que nous pensons ? » : une série d'affiches, de panneaux publicitaires, de publicités télévisées et de publicités directes dans des courriers contenant des messages tels que « Ce n'est pas raciste d'imposer des limites à l'immigration » et « comment vous sentiriez-vous si un type en liberté anticipée attaquait votre fille ? » s'est concentrée sur des questions controversées telles que les hôpitaux insalubres, le squat des logements et les restrictions imposées au comportement de la police,.
La députée travailliste Diane Abbott décrit la campagne publicitaire de 2013 pour les camionnettes « Go Home » du ministère de l'Intérieur britannique comme un exemple de politique de dog whistle,.
En avril 2016, le maire de Londres et député conservateur Boris Johnson est accusé de « dog whistle racism » par le chancelier fantôme de l'Échiquier et député travailliste John McDonnell lorsque Johnson suggère que le président des États-Unis Barack Obama en veut au Royaume-Uni en raison de son « aversion ancestrale pour l'Empire britannique » en raison de son héritage « en partie kenyan », après qu'Obama a exprimé son soutien au vote du Royaume-Uni pour rester dans l'Union européenne avant le référendum au Royaume-Uni sur l'adhésion à l'UE,.
Lors de l'élection du maire de Londres en 2016, le candidat conservateur Zac Goldsmith a été accusé d'avoir mené une campagne de dog whistle contre Sadiq Khan du parti travailliste, jouant sur la foi musulmane de Khan en suggérant qu'il ciblerait les hindous et les sikhs avec une « taxe sur les bijoux » et en tentant de le lier aux extrémistes,.
On a reproché à Theresa May une politique de dog whistle pendant la période précédant la sortie du Royaume-Uni de l'Union européenne, après avoir affirmé que les citoyens de l'UE « sautaient la file d'attente ».
Le Parti travailliste dirigé par Jeremy Corbyn est accusé d'avoir toléré l'antisémitisme « au sifflet » au sein du parti alors qu'il était à la tête du parti. Les 28 députés conservateurs qui ont signé une lettre au National Trust l'accusant de « marxisme culturel » ont également été incriminés pour sifflement d'antisémitisme, car ce terme est une renaissance d'un terme de l'époque nazie « bolchevisme culturel » utilisé souvent par la droite dure.

### États-Unis

#### XXesiècle
L'expression « droits des États », faisant littéralement référence aux pouvoirs des gouvernements des États — par opposition à l'État fédéral — aux États-Unis, est décrite en 2007 par David Greenberg dans Slate comme des « mots codes  » pour la ségrégation institutionnalisée et le racisme. Les droits des États est la bannière sous laquelle des groupes comme les Défenseurs de la souveraineté de l'État et des libertés individuelles ont plaidé en 1955 contre la déségrégation scolaire. En 1981, l'ancien stratège du Parti républicain Lee Atwater, lors d'une interview anonyme sur la stratégie du Sud de l'ancien président Richard Nixon, émet l'hypothèse que des termes tels que « droits des États » sont utilisés pour « siffler des chiens »,,,. Atwater met en rapport cela avec la campagne du président de l'époque, Ronald Reagan, qui, selon lui, « était dépourvue de toute forme de racisme, de toute sorte de référence ». Cependant, Ian Haney López (en), professeur de droit américain et auteur du livre de 2014 Dog Whistle Politics, décrit Reagan comme « sifflant un chien » lorsque le candidat racontait des histoires sur « la conduite de Cadillac comme Welfare queen » et « l'achat de biftecks d'aloyau avec des coupons alimentaires » alors qu'il faisait campagne pour la présidence,,. Il soutient qu'une telle rhétorique pousse les Américains blancs de la classe moyenne à voter contre leur intérêt économique personnel afin de punir les « minorités indignes » qui, selon eux, reçoivent trop d'aide publique à leurs dépens. Selon López, les blancs conservateurs de la classe moyenne, convaincus par de puissants intérêts économiques que les minorités sont l'ennemi, soutiennent les politiciens qui ont promis de freiner l'immigration illégale et de réprimer la criminalité, mais votent également sans en être conscients pour des politiques favorisant les grandes fortunes, comme la réduction des impôts pour les tranches de revenus les plus élevées, en donnant aux entreprises un contrôle réglementaire accru sur l'industrie et les marchés financiers, en réprimant les syndicats, en réduisant les pensions des futurs employés du secteur public, en réduisant le financement des écoles publiques et en réduisant l'État-providence social. Il soutient que ces mêmes électeurs ne peuvent pas lier la montée des inégalités qui a affecté leur vie aux programmes politiques qu'ils soutiennent, ce qui a entraîné un transfert massif de richesse vers les 1 % les plus riches de la population depuis les années 1980,.

#### XXIesiècle
Le journaliste Craig Unger écrit que le président George W. Bush et Karl Rove utilisent un langage codé de dog whistle dans leurs campagnes politiques, s'adressant à l'ensemble de l'électorat tout en délivrant un message assez différent à une base politique chrétienne évangélique ciblée. William Safire, dans son dictionnaire politique, donne l'exemple de la critique de Bush pendant la campagne présidentielle de 2004 contre la décision Dred Scott de 1857 de la Cour suprême des États-Unis, refusant la citoyenneté américaine à tout Afro-Américain. Pour la plupart des auditeurs, la critique semble anodine, écrit Safire, mais les observateurs avisés ont compris que la remarque était le rappel que les décisions de la Cour suprême peuvent être annulées et un signal que, s'il était réélu, Bush pourrait nommer à la Cour suprême un juge qui renverserait Roe v. Wade. Ce point de vue est repris dans un article du Los Angeles Times de 2004 par Peter Wallsten.
Pendant la campagne et la présidence d'Obama, un certain nombre de commentateurs de gauche décrivent diverses déclarations à propos de celui-ci comme des appels du pied racistes. Lors des primaires démocrates de 2008, l'écrivaine Enid Lynette Logan critique le recours de la campagne d'Hillary Clinton aux mots codés et aux insinuations apparemment conçues pour qualifier la course de Barack Obama de problématique, affirmant qu'il était caractérisé par la campagne de Clinton et de ses partisans éminents comme anti-blancs en raison de son association avec le révérend Jeremiah Wright. Un article de 2008 d'Amy Chozick dans le Wall Street Journal se demande si Obama est trop maigre pour être élu président, étant donné le poids moyen des Américains ; le commentateur Timothy Noah écrit qu'il s'agissait d'un sifflet raciste, car « lorsque les Blancs sont invités à réfléchir à l'apparence physique d'Obama, le principal attribut sur lequel ils sont susceptibles de s'attarder est sa peau foncée ». Dans un discours de 2010, Sarah Palin critique Obama, disant « nous avons besoin d'un commandant en chef, pas d'un professeur de droit debout au pupitre. » Le professeur de Harvard (et allié d'Obama) Charles Ogletree qualifie cette attaque de raciste, car la véritable idée communiquée était qu'« il n'est pas l'un des nôtres ». Le commentateur de MSNBC Lawrence O'Donnell décrit un discours de 2012 de Mitch McConnell, dans lequel il critique Obama pour avoir trop joué au golf, comme un appel du pied raciste parce qu'il estime que cette remarque est destinée à rappeler aux auditeurs le golfeur noir Tiger Woods, alors en plein scandale d'infidélité.
En 2012, la campagne d'Obama diffuse une publicité dans l'Ohio selon laquelle Mitt Romney n'est « pas l'un des nôtres ». La journaliste du Washington Post Karen Tumulty écrit : « Ironiquement, cela fait écho à un slogan qui a été utilisé comme code racial au cours du dernier demi-siècle au moins ».
Au cours de la campagne électorale présidentielle de 2016 et à plusieurs reprises tout au long de sa présidence, Donald Trump est accusé par des politiciens et de grands médias d'utiliser des techniques raciales et antisémites de dog whistle,,,,.
Au cours de la course au poste de gouverneur de 2018 en Floride, Ron DeSantis est critiqué pour des commentaires considérés comme racistes, en disant : « La dernière chose que nous devons faire est de régler cela [to monkey this up] en essayant d'adopter un programme socialiste avec d'énormes augmentations d'impôts et la faillite de l'État. Cela ne marchera pas. Ce ne sera pas bon pour la Floride ». DeSantis est accusé d'avoir utilisé le mot « singe » comme appel du pied raciste ; son adversaire, Andrew Gillum, étant afro-américain. DeSantis nie que son commentaire ait été raciste.

## Critique
Divers auteurs font valoir qu'il est difficile de dire si les prétendus dog whistles en sont réellement. Ainsi, Robert Henderson et Elin McCready soutiennent que le déni plausible est une caractéristique clé des dog whistles. 
Mark Liberman remarque qu'il est courant que la parole et l'écriture transmettent des messages qui ne seront captés que par une partie de l'auditoire, mais que cela ne signifie généralement pas que l'orateur émet délibérément un message à double sens. 
Le linguiste Steven Pinker affirme que le concept de dog whistle permet d'« accuser quelqu'un d'avoir dit quelque chose même s'il ne l'a pas dit car on entend toujours le sifflet pour chiens si l'on est soi-même un représentant de la race canine réceptif aux ultrasons ».